# 乃颜
乃颜（？—1287年），蒙古帝国东翼宗王，鐵木哥斡赤斤玄孙。
乃颜祖父塔察尔曾拥戴忽必烈为蒙古大汗，因此被任命为东道诸王之长，其领地包括自哈拉哈河至大兴安岭以东的广大地区。元至元23年（1286年），忽必烈为抵御海都和笃哇在西北的进攻，将蒙古驻军大量调往西部，
忽必烈接报后，在辽阳设立行中书省，监视乃颜。乃颜遂于次年四月与其他东道诸王一同起兵反叛，虽然没有得到蒙古本部的支持，但是乃颜仍然能够率军占据潢河（今西拉木伦河）流域，将忠于忽必烈的军队压迫至辽东。
五月，忽必烈以玉昔帖木儿和李庭领军，亲自从上都出发，急行军攻打乃颜。六月，两军决战于呼伦贝尔草原。乃颜溃败，向北逃走，不久被抓获处死。乃颜之死标志着蒙古东道诸王势力的衰落。
马可·波罗自称参与平定乃颜的战争，根据他的记述，乃颜是景教徒，其军以十字架为旗帜符号。